# Karin Ruckstuhlová
Karin Nathalie Ruckstuhlová (* 2. listopadu 1980, Baden, Švýcarsko) je bývalá nizozemská atletka, jež se věnovala víceboji a později skoku do dálky. Její nejúspěšnější sezónou byl rok 2006, kdy se stala v Moskvě halovou vicemistryní světa v pětiboji a v letní sezóně vicemistryní Evropy v sedmiboji.

## Kariéra
Poprvé na sebe výrazněji upozornila na halovém mistrovství světa 2004 v Budapešti, kde skončila těsně pod stupni vítězů, na čtvrtém místě. Na Letních olympijských hrách 2004 v Athénách se poté umístila na šestnáctém místě s celkovým počtem 6 108 bodů. Smůlu měla v roce 2005, kdy skončila na čtvrtém místě také na halovém mistrovství Evropy v Madridu. Na světovém šampionátu v Helsinkách stačil bodový součet 6 174 bodů na osmé místo.
Po úspěšném roku 2006, kdy získala stříbrné medaile na HMS v Moskvě i na ME v Göteborgu přišel úspěch také na halovém mistrovství Evropy 2007 v Birminghamu. Bronzovou medaili získala v novém národním rekordu 4 801 bodů. Na MS v atletice v Ósace absolvovala všechny čtyři disciplíny prvého dne. Do druhého soutěžního dne však již vinou zranění nezasáhla. Později se začala zaměřovat především na skok daleký, byť v roce 2008 prodělala sérii zranění.

### Osobní rekordy
- halový pětiboj - 4 801 bodů - 2. březen 2007, Birmingham (národní rekord)
- sedmiboj - 6 423 bodů - 8. srpen 2006, Göteborg (národní rekord)